# Biancaneve e il cacciatore
Biancaneve e il cacciatore (Snow White and the Huntsman) è un film del 2012 diretto da Rupert Sanders. 
Il film, di genere fantasy, è basato sulla fiaba tedesca di Biancaneve, scritta dai fratelli Grimm, e rappresenta il debutto alla regia di Sanders.
Il film è stato un successo al botteghino, avendo incassato 396,6 milioni di dollari in tutto il mondo contro un budget di 170 milioni di dollari. I critici hanno elogiato la scenografia e gli effetti visivi, le performance della Theron e Hemsworth, oltre alla colonna sonora; le sequenze d'azione e le performance della Stewart e di Claflin hanno ricevuto recensioni contrastanti, mentre la sceneggiatura è stata pesantemente criticata. Il film ha ricevuto due nomination agli Oscar per i migliori effetti visivi e i migliori costumi all'85ª edizione degli Academy Awards.
Un sequel, intitolato Il cacciatore e la regina di ghiaccio, diretto dal supervisore degli effetti visivi del primo film Cedric Nicolas-Troyan, è stato distribuito il 22 aprile 2016, con Hemsworth, Theron, Claflin e Nick Frost che riprendono i loro ruoli e con l'aggiunta di nuovi personaggi interpretati da Emily Blunt e Jessica Chastain; la Stewart appare solo in filmati d'archivio.

## Trama
(La Regina Ravenna, la malvagia matrigna di Biancaneve)
Mentre ammira una rosa rossa brillante che sboccia durante un bianco inverno, la regina Eleonora del Regno decide di coglierla, ma si punge il dito con le spine. Tre gocce di sangue cadono sulla neve, suscitando in lei il desiderio di una figlia con la pelle bianca come la neve, le labbra rosse come il sangue, i capelli neri come le ali di un corvo e un cuore forte come la rosa. Poco tempo dopo, la regina dà alla luce una bambina che chiama Biancaneve, ma ben presto si ammala gravemente e muore. In seguito, il padre di Biancaneve, il re Magnus e il suo esercito combattono un esercito invasore di soldati di vetro. Dopo la battaglia, Magnus incontra e s'innamora di una donna di nome Ravenna.
I due si sposano, ma sfortunatamente, Ravenna è una potente strega che ha usato l'esercito del falso vetro per farsi strada nel regno con il fascino. Durante la prima notte di nozze, Ravenna confessa a Magnus che c'era un re molto simile a lui che l'ha usata, le ha fatto del male e poi l'ha scartata. Così Ravenna uccide Magnus poco prima di conquistare il regno. L'amico d'infanzia di Biancaneve, William, e suo padre, il duca Hammond, riescono a scappare ma non riescono a salvare la principessa, la quale viene rinchiusa in una torre.
Passano gli anni, il regno e la gente si deteriorano sotto il governo della regina Ravenna, che prosciuga periodicamente la giovinezza dalle giovani donne del regno per mantenere un incantesimo lanciato su di lei da bambina da sua madre, che le permette di mantenere la sua bellezza giovanile. Quando scopre che Biancaneve è ormai adulta, Ravenna apprende dal suo Specchio Magico che Biancaneve è destinata a distruggerla a meno che non consumi il cuore della ragazza, in modo che la renderà immortale. Ravenna ordina a suo fratello Finn di portarle la principessa, ma Biancaneve scappa nella Foresta Oscura. A questo punto, Ravenna fa un patto con Eric il Cacciatore, un uomo vedovo e ubriacone, per catturare Biancaneve, promettendo in cambio di riportare in vita sua moglie. Eric riesce a trovare Biancaneve, ma mentre sta per consegnarla alle guardie, Finn gli dice che in realtà Ravenna non ha il potere di resuscitare i morti. Così il Cacciatore aiuta Biancaneve a scappare. Nel frattempo, Il Duca Hammond scopre che Biancaneve è ancora viva e William lascia il castello del padre per andare a cercarla, unendosi al gruppo di Finn come arciere.
Nel frattempo, Biancaneve salva la vita del cacciatore affascinando un troll che lo attacca. Subito dopo, i due si dirigono verso un villaggio di pescatori popolato da donne che si sono sfigurate per rendersi inutili a Ravenna. Il cacciatore scopre la vera identità di Biancaneve e la lascia alle donne, ma poi ritorna quando vede il villaggio bruciato dagli uomini di Finn. Biancaneve e il Cacciatore riescono a fuggire e incontrano una banda di otto nani. Il nano cieco Muir scopre che Biancaneve è l'unica persona che può porre fine al regno di Ravenna.
Mentre viaggiano attraverso un santuario delle fate, Eric, Biancaneve e i nani vengono improvvisamente attaccati da Finn e dai suoi uomini. Segue una battaglia durante la quale Finn, i suoi uomini e uno dei nani vengono uccisi. William si unisce al gruppo nel loro viaggio al castello di Hammond. Dopo aver saputo della morte del fratello, Ravenna si traveste da William e convince Biancaneve a mangiare una mela avvelenata prima di fuggire. William bacia Biancaneve; ma non succede nulla e una lacrima scivola fuori dai suoi occhi. Il corpo di Biancaneve viene portato al castello di Hammond. Il Cacciatore confessa il suo rammarico per non essere stato in grado di salvarla, siccome il suo cuore e la sua forza gli ricordano sua moglie Sara (uccisa da Finn). Eric bacia la ragazza e non nota una seconda lacrima cadere dai suoi occhi, perché due baci di vero amore rompono l'incantesimo. Biancaneve si sveglia e raduna l'esercito del duca per sferrare un assedio contro Ravenna.
I nani si infiltrano nel castello attraverso le fogne e aprono i cancelli, facendo entrare l'esercito. Biancaneve e Ravenna combattono; Ravenna sta per uccidere Biancaneve, ma la ragazza usa una mossa che il Cacciatore le ha insegnato e pugnala Ravenna, uccidendola. Alla fine, il regno torna in pace e Biancaneve viene incoronata nuova regina.

## Produzione
Biancaneve e il cacciatore è stato scritto da Evan Daugherty, John Lee Hancock e Hossein Amini, da un soggetto di Daugherty. I produttori pensavano di scegliere, per il ruolo di Biancaneve, un'attrice non molto conosciuta, avendo come possibili scelte Riley Keough, Felicity Jones, Bella Heathcote e Alicia Vikander. A marzo 2011, però, il co-produttore Palak Patel affermò che il ruolo era stato dato a Kristen Stewart. Per il ruolo della regina, Ravenna, era stata inizialmente considerata Winona Ryder, ma poi fu scelta Charlize Theron. Il ruolo del cacciatore, invece, all'inizio offerto a Michael Fassbender, Johnny Depp, Viggo Mortensen e Hugh Jackman, fu poi assegnato a Chris Hemsworth. Nel film compaiono inoltre gli attori Sam Claflin e Bob Hoskins, quest'ultimo qui nella sua ultima interpretazione cinematografica, prima del ritiro dalle scene a causa della malattia di Parkinson.
Gli effetti speciali sono stati creati da Rhythm and Hues, Baseblack, BlueBolt, Double Negative, Legacy Effects, Lola Visual Effects, Mark Roberts Motion Control, Pixomondo, Plowman Craven & Associates e ReelEye Company.

## Colonna sonora
La colonna sonora ufficiale è del musicista James Newton Howard. Nell'album Snow White & the Huntsman (Original Motion Picture Soundtrack) è presente anche il singolo promozionale Breath of Life dei Florence and the Machine.
1. James Newton Howard – Snow White (3:24)
2. James Newton Howard – I'll Take Your Throne (3:00)
3. James Newton Howard – Tower Prayers (2:07)
4. James Newton Howard – Something For What Ails You (3:25)
5. James Newton Howard – Escape From The Tower (2:33)
6. James Newton Howard – You Failed Me Finn (3:02)
7. James Newton Howard – White Horse (2:02)
8. James Newton Howard – Journey To Fenland (3:38)
9. James Newton Howard – Fenland In Flames (4:08)
10. James Newton Howard – Sanctuary (2:33)
11. James Newton Howard – White Hart (6:37)
12. Ioanna Gika – Gone (3:09)
13. James Newton Howard – I Remember That Trick (5:35)
14. James Newton Howard – Death Favors No Man (6:12)
15. James Newton Howard – Warriors On The Beach (4:52)
16. James Newton Howard – You Can Not Defeat Me (2:35)
17. James Newton Howard – You Can't Have My Heart (1:57)
18. James Newton Howard – Coronation (2:06)
19. Florence + The Machine – Breath of Life (4:11)

## Promozione
Il teaser trailer italiano del film è stato diffuso il 16 dicembre 2011, a circa un mese di distanza da quello originale. Il full trailer è invece stato diffuso online poche ore dopo l'anteprima del WonderCon, il 19 marzo 2012, seguito da quello italiano.

## Distribuzione

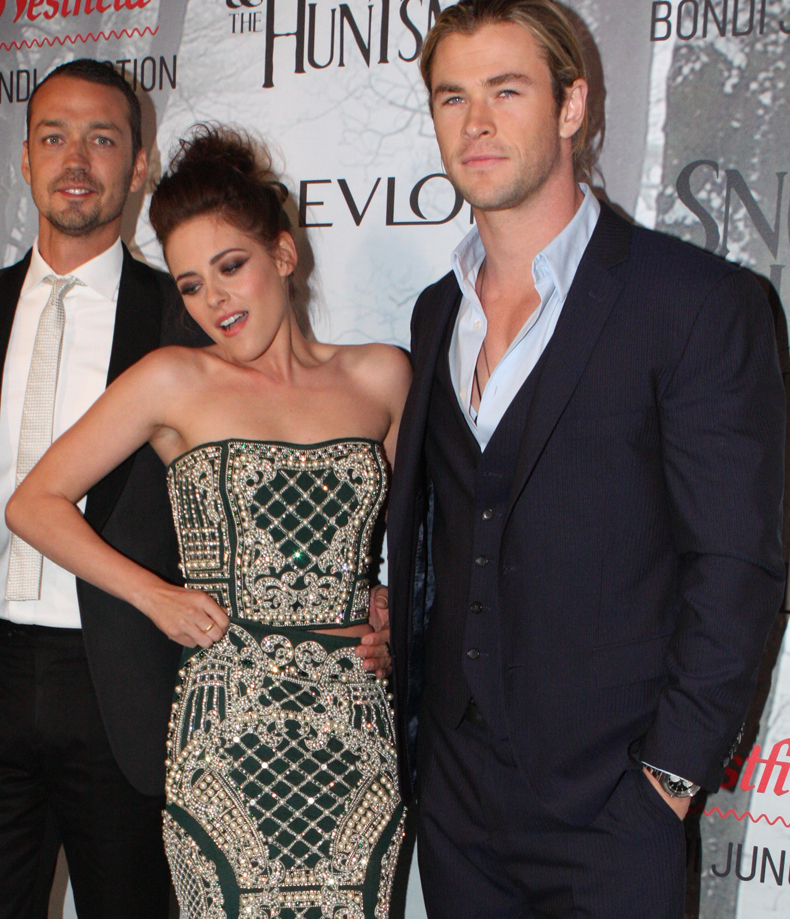
Kristen Stewart, Chris Hemsworth e il regista Rupert Sanders all'anteprima australiana del film.

Nelle sale del Regno Unito è stato proiettato a partire dal 30 maggio 2012. Negli Stati Uniti il film è stato distribuito da Universal Pictures il 1º giugno 2012, In Italia il film è stato distribuito a partire dall'11 luglio 2012.

## Accoglienza

### Incassi
Il film ha incassato la discreta somma di 396 592 829 dollari, a fronte di un budget di produzione stimato in 170 000 000 dollari. Tale incasso, unito al positivo apprezzamento del pubblico, ha convinto i produttori a programmare un sequel della pellicola.

### Critica
Il film gode di recensioni contrastanti da parte della critica specializzata e dei cinefili, venendo da una parte criticato per l'eccessiva violenza di alcune scene e dall'altra lodato per gli effetti speciali e per la visione emancipata e "moderna" delle protagoniste femminili. In genere la pellicola raggiunge la sufficienza nelle recensioni professionali mentre raccoglie opinioni più positive da parte del grande pubblico. Su Rotten Tomatoes detiene il 49% delle recensioni professionali positive, basato su 231 recensioni, con un voto medio di 5,6/10. Su IMDb la pellicola raccoglie un voto medio di 6,1/10 basato su otre 300°000 segnalazioni. Su Metacritic raccoglie un voto di 57/100 per le recensioni professionali e un rating di 6,1/10 tra i voti degli utenti. Il film si è in ogni caso aggiudicato due nomination ai Premi Oscar per i Migliori costumi e Migliori effetti speciali.

## Riconoscimenti
- 2012 - Satellite Award
  - Candidatura per i miglior costumi a Colleen Atwood
- 2012 - Razzie Award
  - Peggior attrice protagonista a Kristen Stewart
- 2013 - MTV Movie Awards
  - Candidatura per il miglior eroe a Kristen Stewart (Biancaneve)
- 2013 - Premio BAFTA
  - Candidatura per i migliori costumi a Colleen Atwood
- 2013 - Premio Oscar
  - Candidatura per i migliori costumi a Colleen Atwood
  - Candidatura per i migliori effetti speciali a Cedric Nicolas-Troyan, Philip Brennan, Neil Corbould e Michael Dawson
- 2013 - Saturn Award
  - Candidatura per il miglior film fantasy a Rupert Sanders
  - Candidatura per la miglior attrice non protagonista a Charlize Theron
  - Candidatura per i miglior costumi a Colleen Atwood
  - Candidatura per i miglior effetti speciali a Cedric Nicolas-Troyan, Philip Brennan, Neil Corbould e Michael Dawson

## Prequel/spin-off/sequel
Il 22 aprile 2016 è stato distribuito nelle sale cinematografiche statunitensi Il cacciatore e la regina di ghiaccio. Il film, diretto da Cedric Nicolas-Troyan, è interpretato nuovamente da Chris Hemsworth e Charlize Theron, con l'aggiunta nel cast di Emily Blunt e Jessica Chastain.
Il film è uno spin-off in quanto racconta le vicende del Cacciatore, un prequel perché gli eventi della prima parte del film avvengono prima di Biancaneve e il cacciatore, e un sequel, in quanto la seconda parte avviene sette anni dopo gli eventi del primo film.